# Leptosphaeria protousneae
Leptosphaeria protousneae är en svampart som beskrevs av Etayo 2008. Leptosphaeria protousneae ingår i släktet Leptosphaeria och familjen Leptosphaeriaceae.   Inga underarter finns listade i Catalogue of Life.